# Хоеньский, Ян
Ян Хоеньский (пол. Jan Chojeński, 17 марта 1486, около Серадза, Польша — 11 марта 1538, Пётркув-Трыбунальский, Польша) — епископ Пшемысля (с 1531 года), Плоцка (с 1535 года) и Кракова (с 1537 года), доктор права, секретарь великий коронный (1526-1532), канцлер великий коронный (1532-1538).

## Биография
Ян Хоеньский родился 17 марта 1486 года в семье из шляхетского рода герба Абданка.
Ян Хоеньский был представителем польского короля Сигизмунда I и его жены Боны Сфорцы при венгерском королевском дворце. Ян Хоеньский сыграл значительную роль в защите прав Святого Престола в Польском королевстве. Поддерживал деятельность интеллектуальной элиты Польши. Ян Хоеньский финансировал обучение в Падуе польского историка Марцина Кромера.
10 марта 1538 года Ян Хоеньский выступил в Сейме с речью, призывающей изгнать евреев из Польши. На следующий день Яна Хоеньского обнаружили мёртвым. Последующее после этого следствие считало, что он был отравлен.
Ян Хоеньский был похоронен в Вавельском соборе. В настоящее время его могила находится в часовне короля Яна I.